# 14ª Squadriglia
La 14ª Squadriglia fu operativa dal gennaio 1917 sul campo di Aviano con aerei da bombardamento Caproni.

## Storia

### Prima guerra mondiale
Il reparto nasce nel novembre 1916 al Centro Formazione Squadriglie sull'aeroporto di Brescia-Ghedi e si sposta il 25 gennaio 1917 su Aviano inquadrata nel IV Gruppo al comando del Capitano Giacomo Barucchi che dispone di altri 9 piloti tra cui il soldato Antonio Cominotti e 3 mitraglieri. Tra i piloti possiamo ricordare il capitano Lorenzo Pica (nato a Villa Camponeschi il 29 ottobre 1886 e morto l'11 marzo 1919 a Digione in Francia per un incidente, sospetto sabotaggio) decorato con medaglia d'argento e di bronzo al valore militare e Antonio Cominotti. 
Il 2 marzo si sposta all'aeroporto di Udine-Campoformido con 4 Caproni Ca.32.
Nell'ambito degli attacchi in preparazione della decima battaglia dell'Isonzo il 13 aprile bombarda Vipacco.
Il 30 giugno sul nuovo Caproni Ca.33 450 hp bombardano di notte di loro iniziativa il Cantiere navale di Trieste in rappresaglia dell'attacco austriaco ad Udine.
In agosto l'unità dispone di 4 Ca.450, 7 piloti, 2 osservatori e 4 mitraglieri e nell'ambito dell'undicesima battaglia dell'Isonzo il 5 settembre bombardano l'Hermada.
Il 26 settembre durante un bombardamento su Grahovo ob Bači un Ca. viene abbattuto dalla contraerea causando la morte dell'equipaggio.
Dopo la battaglia di Caporetto il reparto ripiega su Ghedi e poi va a Padova da dove il 16 dicembre attacca la stazione di Grahovo.
Dopo la decisione di mandare il reparto sul fronte occidentale francese la squadriglia è inquadrata nel XVIII Gruppo (poi 18º Gruppo caccia) il 24 dicembre va a Taliedo ed il 26 riceve i nuovi aerei con 9 piloti, 4 osservatori e 6 mitraglieri dopo aver svolto nel 1917 140 voli di guerra.
L'11 gennaio 1918 si schiera a Longvic con 4 Ca., 9 piloti, 4 osservatori e 6 mitraglieri ed il 15 febbraio alla base aerea di Nancy-Ochey.
Il 20 maggio al rientro da un bombardamento su Montcornet (Champagne-Ardenne) un Ca. ha un grave incidente in fase di atterraggio. Moriranno Cominotti ed il Ten. osservatore Italo Migliasso.
Il 10 giugno lascia il materiale alle altre due squadriglie sul fronte francese e torna al Centro Formazione Squadriglie di Riva presso Chieri per ricevere 8 Caproni Ca.44 600 hp ed il 23 luglio il comando passa al Cap. Vito Pugliese.
Il 20 ottobre il reparto torna a Longvic ed il 25 ottobre va a Chermisey.
Dopo l'11 marzo 1919 la squadriglia rientra in Italia quando al 20 aprile disponeva di 4 Caproni Ca.44 e viene sciolta il 17 novembre.

### Regia Aeronautica
Alla fine del 1925 era nel IV Gruppo BN con i Caproni Ca.36 della Regia Aeronautica.

### Guerra d'Etiopia
Il 5 gennaio 1935, sul Campo della Promessa di Lonate Pozzolo la 14ª Squadriglia del IV Gruppo del 7º Stormo BN riceve l’avviso di preattivazione per esigenza in AO nell'ambito della Guerra d'Etiopia. Il reparto, che si è imbarcato a Genova sul piroscafo Aussa il 7 marzo, arriva poi a Massaua. 
Nel maggio 1935 tutti gli aerei sono montati e collaudati e partecipa alle operazioni belliche dal 3 ottobre 1935 inquadrata nel IV Gruppo Bombardamento sull'aeroporto di Asmara (poi Aeroporto Internazionale di Asmara) con 10 Caproni Ca.101 D2 avendo in forza dal 3 settembre Bruno Mussolini e Vittorio Mussolini arrivati a Massaua sul piroscafo Saturnia.
Il 14 ottobre La 14ª squadriglia da bombardamento «Testa di Leone», comandata dal maggiore Angelo Tessore, di cui facevano parte Vittorio e Bruno Mussolini, spintasi, senza alcun carico di esplosivi, in ricognizione su Macallè, ha incontrato una colonna nemica in marcia verso Nord, che immediatamente ha aperto il fuoco contro gli apparecchi. Questi hanno risposto colle mitragliatrici, da bassissima quota, sbandando il nemico. Il «Caproni» dei figli del Duce è stato colpito da quattro proiettili. Più tardi si è portato sul posto il capitano Ciano colla «Disperata» che ha bombardato ancora i gruppi avversari. Era a bordo di uno degli apparecchi anche S.E. Bottai, Governatore di Roma, sbarcato a Massaua il giorno prima. (Bollettino di guerra)
Il 18 novembre Venti apparecchi da bombardamento «Caproni 101» del 4º e 27º gruppo con 6 tonn. di esplosivi, hanno bombardato nulla valle del Maimesciac una massa di circa 20 mila armati, mitragliandola poi a fondo valle, da quote comprese fra i 50 e i 100 metri. L'operazione si è svolta in cinque ondate ed è durata due ore. La reazione è stata violentissima; l'apparecchio del capitano Ciano, comandante della squadriglia «La Disperata», è stato colpito da proiettili di fucile e da una granata di cannone Oerlikon; hanno partecipato all'azione gli apparecchi di Vittorio e Bruno Mussolini della squadriglia «Testa di Leon »; l'apparecchio del sottotenente Manchi è stato colpito nel serbatoio della benzina; il motorista ha tamponato la falla colla mano per oltre due ore; sull'apparecchio dei tenenti Lanza e Orsini è stato ferito da proiettile esplosivo il sergente Dalmazio Birago; egli ha tenuto un contegno eroico inneggiando alla sua squadriglia, la «Disperata», e incoraggiando i piloti, preoccupati per il suo gravissimo stato. Più tardi egli è deceduto in seguito alle ferite. (Bollettino di guerra)
Il 9 gennaio 1936 Intensa attività della ricognizione aerea. Azioni di bombardamento contro concentramenti nemici, sull'Amba Aradam; quattro apparecchi colpiti, ma tutti rientrati alla base. Tra questi il «Caproni 101» di Vittorio Mussolini, da un proiettile di artiglieria. (Bollettino di guerra)
Al 15 gennaio 1936 era ancora ad Asmara ed aveva anche una Sezione di Caproni Ca.133.
Nel marzo 1936 è nel Gruppo tattico Ca. 101 dell'Aeroporto di Axum.
Il 30 marzo 1936 Nella giornata del 30 furono concentrati a Macallé e a Gura quasi tutti gli apparecchi dell'aviazione eritrea. Il 31 essi iniziarono l'azione da Macallé alle ore 7 e da Gura (Eritrea) alle 8,30. Quelli da Macallé persistevano negli attacchi fino al tramonto, mentre gli altri, a causa del tempo proibitivo sul percorso da Gura ad Amba Alagi, compivano solo cinque ondate di attacco; quattro nella mattinata e una nel pomeriggio. Questi ultimi, fra i quali erano trenta «Caproni 133», navigando tutto il pomeriggio in mezzo al temporale, bombardavano e mitragliavano a ondate il nemico, in concorso. colle forze di terra. Diciassette apparecchi sono stati colpiti, fra i quali è quello pilotato dal Ten.te Colonnello Tessore e da Vittorio Mussolini, raggiunto da due colpi di cannoncino antiaereo che hanno spezzato un montante dell'ala destra e danneggiata la fusoliera. Tre piloti sono rimasti feriti. Durante la battaglia le informazioni e l'azione degli aerei hanno sventato un movimento aggirante nemico e reso possibile il tempestivo intervento di rinforzi. (Bollettino di guerra)

### Seconda guerra mondiale
Allo scoppio della seconda guerra mondiale era inquadrata nel 4º Gruppo del 7º Stormo bombardamento terrestre della 1ª Squadra aerea al Campo della Promessa di Lonate Pozzolo con 8 aerei Fiat B.R.20 ed in Africa Orientale Italiana era nel IV Gruppo con 6 S.M.81 all'Aeroporto di Dire Dawa.